# Mon Santiso
José Ramón Santiso Enríquez (La Coruña, 24 de febrero de 1959), conocido como Mon Santiso, es un periodista, presentador y actor de televisión español.

## Biografía
José Ramón 'Mon' Santiso Enríquez estudió arte dramático y más tarde se introdujo en el mundo de la interpretación, como ayudante de dirección y actor en teatros de su Galicia natal.
Posteriormente, se abre camino en los medios de comunicación iniciando su trayectoria en radio, con colaboraciones primero, desde 1982, en Antena 3 Radio y más tarde en M80 Radio y en Radio 5 de Radio Nacional de España.
Su popularidad se la debe, sin embargo, a la televisión. Debuta en el medio en 1985, en la Televisión de Galicia, conduciendo programas como Atalaya, Espacio abierto o Mono. Desde esa emisora salta al desaparecido Canal 10. 
Sin embargo, su rostro comienza a ser conocido en 1998, año en que acompaña a Ana Rosa Quintana en las labores de presentación del popular magacín Sabor a ti en Antena 3. Se mantiene en el programa hasta 2000. 
El reconocimiento del público le permite aceptar otras ofertas y en años sucesivos presenta en solitario varios programas centrados sobre tanto en crónica de sucesos como en fenómenos paranormales: Otra dimensión (2001), El lugar del crimen (2002) y En la frontera de la realidad (2003), todos ellos en Antena 3.
Paralelamente regresó a la Televisión de Galicia, conduciendo primero el magacín Actual en el verano 2002 y actuando en la comedia Fios en 2002-2003. 
En 2005 ficha por Televisión Española y durante unos meses conduce el magacín España es, en La 2.
Desde 2006 ha regresado a TVG, con el magacín vespertino O Programón.

## Televisión

### Como actor
- 2002-2003: Fios en Televisión de Galicia.
- 2008-2009: Padre Casares como Sabino en Televisión de Galicia.

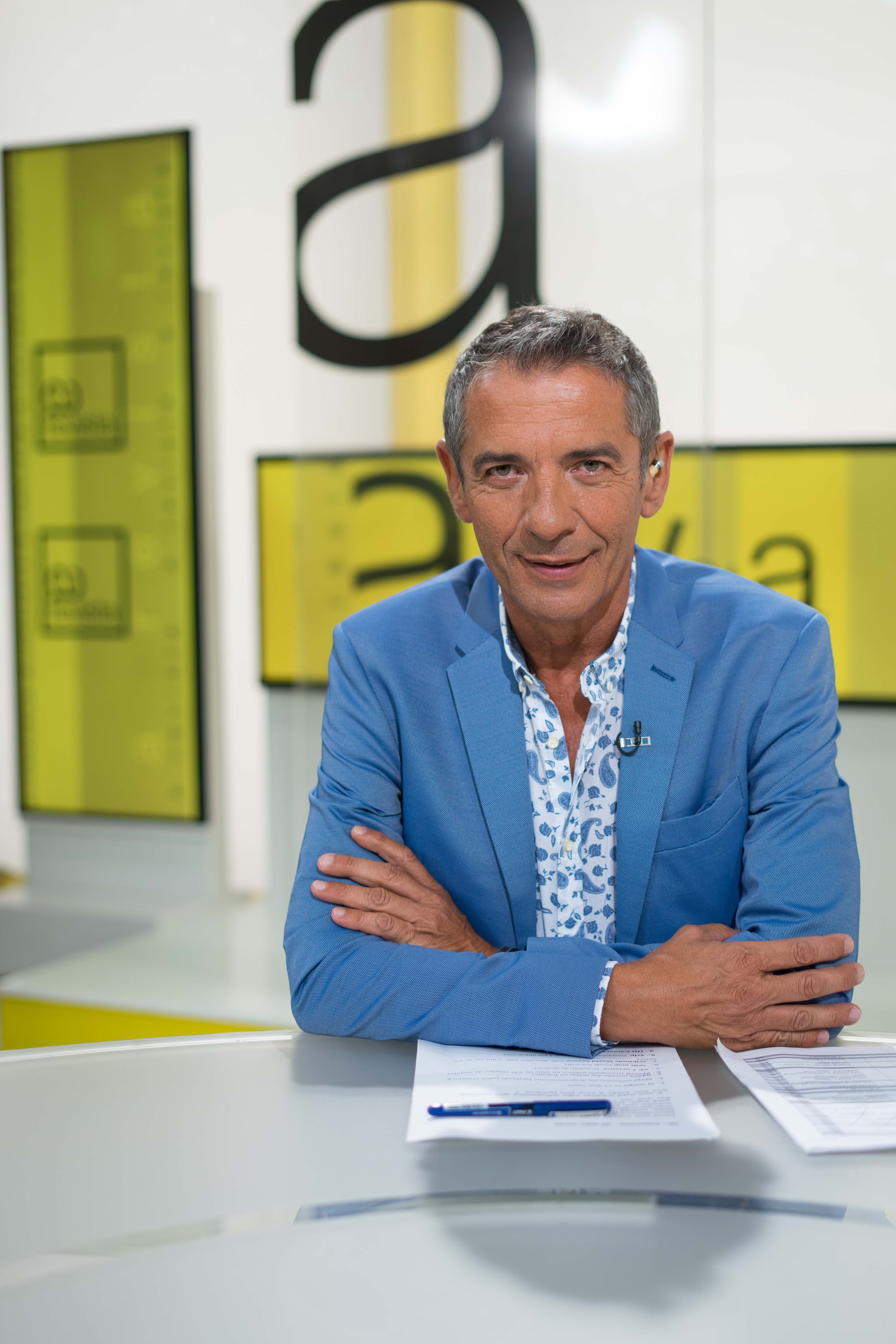
Mon Santiso en el plató del programa A Revista Fin de Semana

### Como presentador
- 1998-2000 Sabor a ti en Antena 3.
- 2001: Otra dimensión en Antena 3.
- 2002: El lugar del crimen en Antena 3.
- 2003: En la frontera de la realidad en Antena 3.
- 2002: Actual en Televisión de Galicia.
- 2005: España es en Televisión Española.